# 超高速学習
超高速学習（ちょうこうそくがくしゅう）とは、難度を極力「0」に近づけることで対象とする学習速度を極限まで高める学習法を超高速学習と定義するものである。「学習」を一般的な辞典で調べると、人間や動物が生後に経験を通して知識や環境に適応する態度・行動などを身につけていくこと、と説明されている。また、「超高速」は一般的な速度を超えてさらに高速度を上回る速さを表現する、とある。したがって、超高速学習は一般的な学習スピードを超えて圧倒的スピードで学習する学習法を意味する。
一般に物事を学習する場合、難しい内容や易しい内容などの概念がはたらくが、人によって感覚の違いがあるため、難しい・易しいの判断をするためには難易度の基準が必要がある。そのためには難易度の数値化を行い、その難易度の指標に基づいて対象とする物事の難度設計を行う必要がある。

## 解説

### 難易度の指標化
難易度をどのように指標化するか、まずは人として普遍的に有するものを何に置くかという課題を克服する必要がある。幸いに昨今の認知科学の発展で、人には生まれながらにしてものの数をスービダイズする潜在能力があることが分かっている。そこで、対象とする物事をまずは理数的感性に絞って難易度の指標化を進めることになった。
日本人の場合、11ポイント程度で1行40字程度の文書を読み取る時間は10秒程度かかるが、英語圏の人たちは英語の読み上げに6,7秒程度で済む。日本語の場合、1,2,3,4,5,6,7,8,9,10の数を数えるスピードについては１音表現であるがゆえに圧倒的に速く、日本人の数の読取速度は聴取速度とともに圧倒的に速いことが分かっている。実用数学技能検定はこのような指標化の過程を経て構成されているが、5+7 や 20÷4 などの１回計算には 5秒を要するとして計算に必要な時間の指標化の目安となっている。
「数学的技能とはだれもが一定の時間をかけて練磨すれば目に観えて向上する力」と定義されている通り、問題の解決力は時間をかければ高まることが示唆されている。
そこで、「難しい・易しいの程度は時間の関数である」と規定し、その指標を時間・秒で捉えて指標化することになった。難易度の単位は「s」である。

### 難度 s の数値化
難易度を数値化することによって多くの方の観方が合理的になり意思疎通が図れることを期待して、難易度の数値化についてその一部を紹介する。
1. 1行40字程度の読み取り標準難度を 10s と規定し、同聴き取り標準難度を 10s と規定する。
ただし、これは標準の難度を時間で規定したもので、速読や速聴に観る通り人によって変わり得るものである。また、半行の場合は難度も 5s とする。
2. 1行40字程度の書き取り標準難度を 60s と規定する。
ただし、これは標準の難度を示したものであり、速記に観る通り人によって変わり得るものである。また、半行の場合は難度も 30s とする
3. 計算難度は、１回計算を 5s 　2回計算を 10s
2ケタの計算の場合はそれぞれ 2乗倍とする。

### 設計難度の事例
事例 1 リメディアル診断テストの場合
読取難度 599s 解答期待難度 2725s 設計難度計 3324s 試験時間 3600s ⇒ 難度割合 3324s/3600s ⇒ 0.92
事例 2 理科検定の場合
読取難度 3230s 解答期待難度 5435s 設計難度計 8665s 検定時間 7200s ⇒ 難度割合 8665s/7200s ⇒ 1.20

### 超高速学習と学習内容の難度
学習内容もテストと同様に難度設計をすることができる。学習内容を細やかに分割し難度を小さくすることで学習スピードを高める実験が繰り返されているが、その結果例えば数学の場合、目で見て読み取り図や数式を書いて思考する学習スタイルが一般的であるが、読み取り難度を小さくするには、むしろ、耳で聴いて目で確かめる学習スタイルのほうが圧倒的に難度を下げて学習スピードを高速にすることができる。
この場合、学習内容の定着度は高速学習にしてその内容の経験値を高めることで達成できることが分かる。
1. 植物細胞について説明する。理科検定では理科に関する検定を実施しているが、検定問題を作成する場合は必ず難度設計を行う。(1) の植物細胞に関して細胞質基質内の細胞小器官を対象とした問題の場合、難度を100sに設定する。この場合、経験値の高い学習者にとっては50s,経験値の低い学習者にとっての難度は200sであるかもしれない。しかし、理科検定の標準難度は100sである。いずれにしても学習難度を下げるためにはこの植物細胞を学習要素に分割して画像表現し作問に当たることになる。
2. 植物細胞の細胞質基質内の細胞小器官に着目し、細胞小器官関連の学習要素が10この場合、葉緑体を学習要素の１つに捉えるとその学習難度は10sと設定できる。理科検定の標準難度100sの10分の1に相当する。
3. 同様にゴルジ体を10sの学習要素として設定できる。